# Flaga stanowa Dakoty Południowej

Flaga stanowa Dakoty Południowej 1909–1963

Flaga stanowa Dakoty Południowej przedstawia pieczęć tego stanu. Otacza ją Słońce nawiązujące do poprzedniego przydomku Stan słoneczny. Napis Stan Mount Rushmore umieszczono na fladze w 1992 roku. Poszczególne elementy rysunku symbolizują rolnictwo (oracz), transport (parowiec rzeczny), górnictwo (piec do produkcji stopów), mleczarstwo (krowy) i leśnictwo (drzewa). Błękit jest częstym motywem flag stanowych - symbolem przynależności do Unii.
Przyjęta 11 marca 1963, zmodyfikowana 1 lipca 1992 roku. Proporcje 3:5.